# Frederico I de Brandemburgo
Frederico I de Brandemburgo, também chamado Frederico VI de Nurembergue (português brasileiro) ou Nuremberga (português europeu) (alto-alemão médio: Friderich, língua alemã padrão: Friedrich; 21 de setembro de 1371 – 20 de setembro de 1440) foi burgrave de Nurembergue de 1397 a 1427, quando fez a venda de seus direitos, privilégios e domínios privados aos cidadãos de Nurembergue pela soma de 120 mil florins. Em 1398, com a morte de seu pai Frederico V (r. 1357–1397), os Principados de Ansbach, Bayreuth e Culmbach, que pertenciam à sua família, foram divididos entre ele e seu irmão João III, mas em 1420, quando João faleceu seu filho, Frederico recebeu todo o patrimônio. Em 1415, tornar-se-ia eleitor de Brandemburgo e reteve o título até sua morte em 1440.